# Coniopteryx ketiae
Coniopteryx ketiae är en insektsart som beskrevs av Monserrat 1985. Coniopteryx ketiae ingår i släktet Coniopteryx och familjen vaxsländor. Inga underarter finns listade i Catalogue of Life.